# La casa dove abito
La casa dove abito (Дом, в котором я живу) è un film del 1957 diretto da Lev Aleksandrovič Kulidžanov e Jakov Segel'.